# Voivodeni (okręg Sălaj)
Voivodeni – wieś w Rumunii, w okręgu Sălaj, w gminie Dragu. W 2011 roku liczyła 384 mieszkańców.